# Cripta Jesuítica
La Cripta Jesuítica es la ruina soterrada de lo que alguna vez fue el Noviciado Jesuítico en la ciudad de Córdoba (Argentina). En 1928, durante las obras de ensanchamiento de la Avenida Colón aparecieron en la superficie de la acera las bóvedas de esta antigua construcción. Actualmente constituye un museo municipal donde se realizan visitas guiadas y una sala de exposiciones culturales.

## Historia

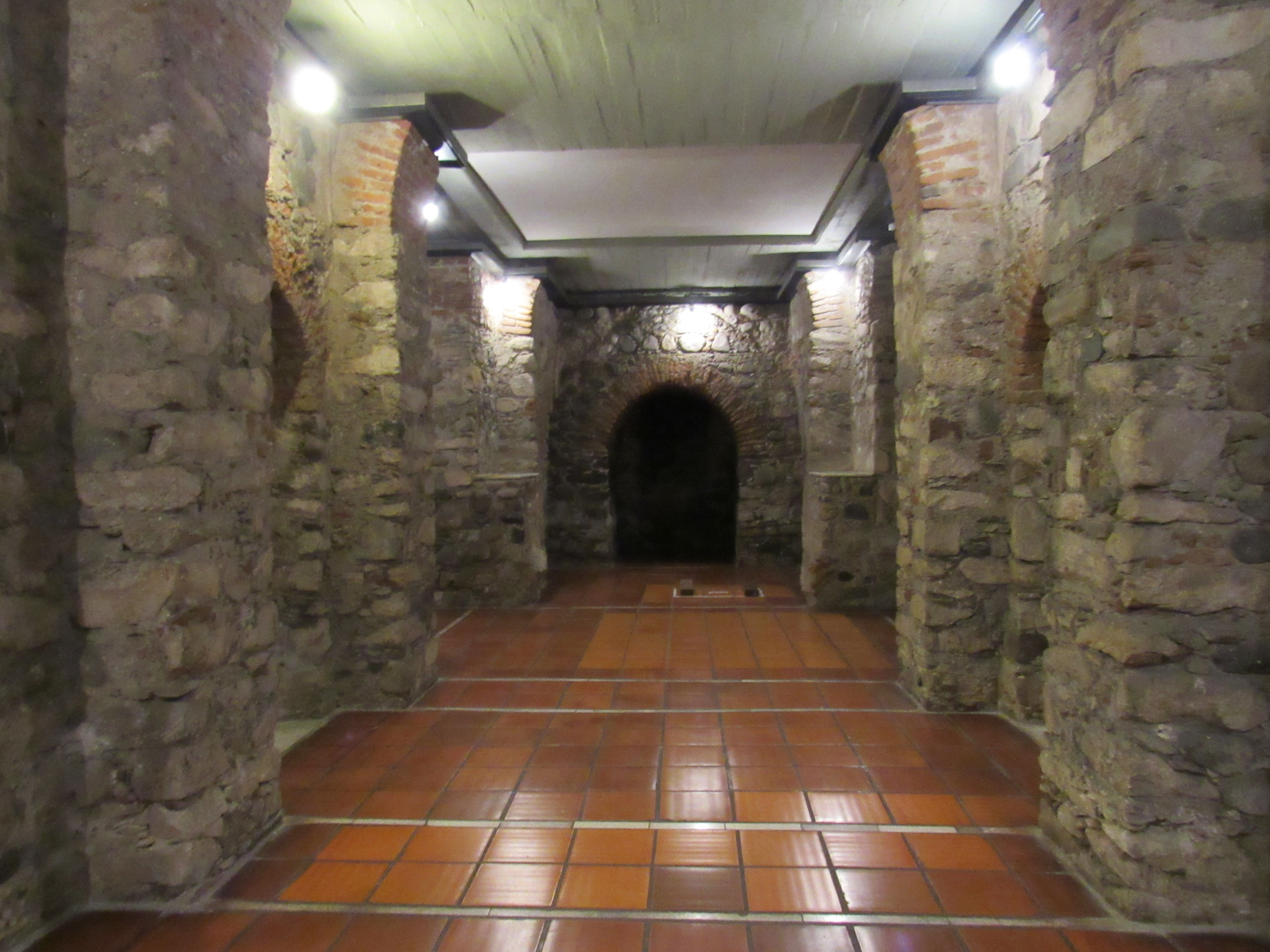
Cripta Jesuítica en 2018

El Noviciado Jesuítico, fundado en Córdoba en 1608, funcionaba en la esquina de las hoy conocidas como Avenida Colón y Rivera Indarte. Originalmente su sede era en la Manzana Jesuítica pero al pasar el tiempo ésta lugar fue quedando reducido, entonces el Padre General de la Orden sugirió, desde Roma, que se reconstruyera una casa especial, para ese destino.
La situación económica no permitió su construcción, fue así que recién en el año 1700 los hermanos Ignacio y Francisco Mujica, ingresados a la Orden de Jesús, donaron su propiedad para ubicar el Noviciado. Antes de ser ocupada se hicieron grandes reformas, entre ellas, se la dotó de una capilla que aparentemente, por su escala, pasó a ser considerada iglesia de grandes proporciones. Se atribuye la autoría de la misma al arquitecto de la Bohemia, Johann Krauss.
Una de las primeras obras fue la construcción de una Cripta. El Padre General Miguel A. Tamburini, ordenó desde Roma suspender las obras y reconsiderar el traslado de los novicios. La obra quedó a medio concluir y el inmueble se destinó a casa de ejercicios, dependiente del Colegio Jesuítico. Francisco Mujica permaneció allí hasta su muerte, que ocurrió poco tiempo después.
Aunque ya venía funcionando como tal hacía un tiempo, recién en 1726 el Padre General declara oficialmente el nuevo destino de la propiedad, aunque dos años antes, después de la Cuaresma, se tapió la puerta que bajaba a la capilla. El edificio comenzó a deteriorarse y en 1767 después de la expulsión de los hijos de San Ignacio, el arquitecto Joaquín Martín hizo un detallado inventario del inmueble, sin embargo no se sabía para qué se construyó ni tampoco qué había funcionado ahí.
Pocos años después se entregó a los padres betlemitas, quienes tenían a su cargo el cuidado y atención del hospital de la ciudad. También se les otorgó la botica de los Jesuitas que incluía libros de medicina. Concluida la obra del Hospital San Roque, los Betlemitas vendieron aquella propiedad en parcelas diferenciadas.
En 1928, durante la intendencia de Emilio F. Olmos, se decidió ensanchar la calle Colón, y así aparecieron en la superficie de la vereda las bóvedas de la antigua cripta, pero se decidió demoler su techo y rellenarla con escombros. Ya en 1989, luego de aflorar circunstancialmente a la superficie un sector de la cripta, se decidió su recuperación arqueológica y arquitectónica.

## Actualidad

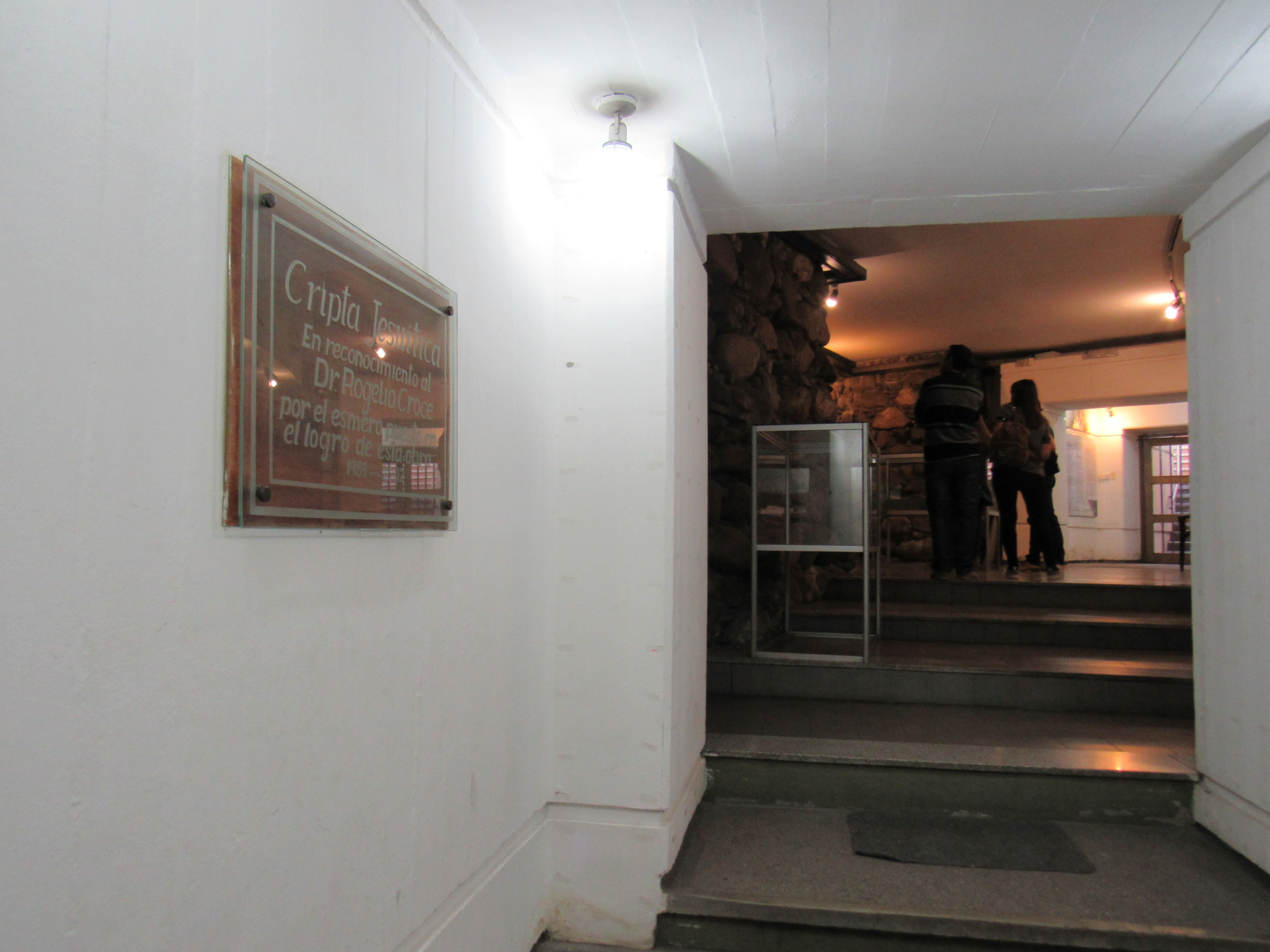
Ingreso a la Cripta Jesuítica

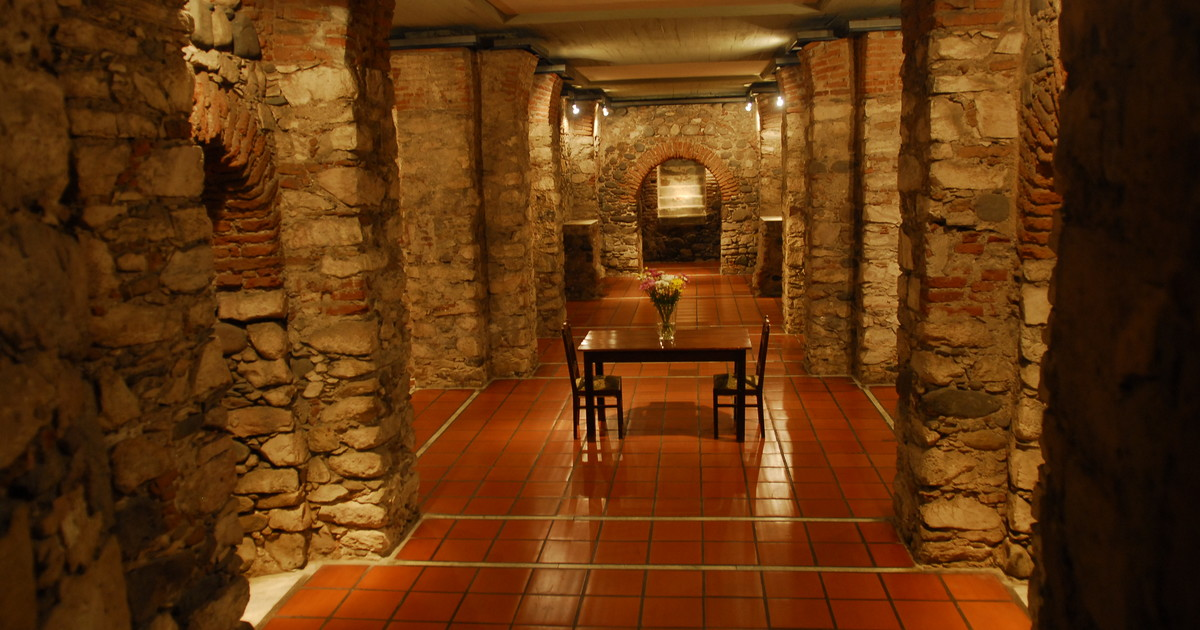
Cripta Jesuítica en Córdoba Argentina, sobre Avenida Colón con cruce subterráneo hacia las peatonales.

Hoy la Cripta del Antiguo Noviciado, luego Casa de Ejercicios de la Compañía de Jesús, se presenta con sus tres naves, conformadas por gruesos pilares que acompañan los muros de ladrillo y piedra sin labrar.